# Mercedes-Benz W223
La Mercedes-Benz W223 è la settima generazione della Mercedes-Benz Classe S, un'autovettura di lusso prodotta dalla casa automobilistica tedesca Mercedes-Benz a partire dal 2020.

## Descrizione
È stata presentata attraverso un evento online il 2 settembre 2020.
La W223 Classe S si basa sulla piattaforma modulare MRA di seconda generazione, che utilizza una sospensione anteriore a quattro bracci e una sospensione posteriore indipendente multi-link. Le sospensioni pneumatiche sono di serie e possono abbassarsi automaticamente di 20 mm a 160 km/h per aumentare la stabilità della vettura alle alte velocità.
Rispetto alla precedente generazione siglata W222, è stato incrementato l'area utile a bordo per gli occupanti, con lo spazio per la testa posteriore che è aumentato di 16 mm, mentre per le gambe è aumentato di 41 mm. La capacità del bagagliaio è aumentata di 20 litri arrivando a 550 litri. La W223 ha un sistema che dirige il calore prodotto dal motore dai passaruota e al sottoscocca, per migliorare la circolazione dei flusso d'aria, riducendo così il coefficiente di resistenza aerodinamica a 0,22.
Le motorizzazioni disponibili sono le medesime dalla precedente generazione, con al momento del lancio disponibili due motori a benzina e diesel a sei cilindri in linea.
Al momento del lancio tutti i modelli (tranne la S 350 D) sono offerti esclusivamente con la trazione integrale 4MATIC. I modelli con motori a benzina a sei cilindri in linea dispongono di un impianto elettrico a 48 V che alimenta un sistema ibrido leggero costituito da un motogeneratore che fornisce un surplus di potenza aggiuntiva quando richiesto dal guidatore e nel contempo quando non è necessario, va ad alimentare l'impianto di condizionamento, ricarica la batteria e viene anche utilizzato come motorino di avviamento. 
Insieme alla variante classica, è stata presentata il 19 novembre 2020 anche la Mercedes-Maybach Classe X223, nei modelli S 580 e S 650 (S 680 solo per la Cina). La Mercedes-Maybach è 18 centimetri più lunga della precedente generazione. I motori disponibili sono un V8 biturbo da 4,0 litri per l'S580 e un V12 biturbo da 6,0 litri per l'S 650/ S 680. Entrambi sono dotati di trazione integrale 4MATIC. In alcuni mercati è disponibile una versione ibrida plug-in abbinata al sei cilindri della versione S 580. Il motore V12 è ora esclusivo solo delle Mercedes-Maybach, poiché le Mercedes-Benz S 600 e la Mercedes-AMG S 65 L sono state eliminate dal listino.
Tra le innovazioni che porta in dote la Classe S sono gli airbag frontali per i passeggeri posteriori, che sono integrati negli schienali dei sedili anteriori. La W223 utilizza un sistema di infotainment Mercedes Benz User Experience (MBUX) di seconda generazione, dotato di un quadro strumenti da 12,3 pollici e insieme a un display centrale OLED da 12,8 pollici touch. Il sistema MBUX offre supporto per l'aggiornamento software over-the-air, selezione automatica del profilo di guida attraverso il riconoscimento vocale del conducente o dell'impronta digitale e un assistente virtuale che si attiva dicendo "Hey Mercedes". L'assistente può essere controllato anche dai passeggeri dei sedili posteriori.
La vettura inoltre può chiudere automaticamente i finestrini e il tetto apribile e attivare automaticamente il ricircolo dell'aria quando si avvicina nei pressi di un tunnel, una galleria o rileva una scarsa qualità dell'aria. 
L'auto è dotata di 22 telecamere e di sensori radar per il funzionamento del cruise control adattivo, avviso di cambio dalla corsia, frenata automatica di emergenza e riconoscimento dei segnali stradali. I sensori radar possono prevedere una eventuale collisione laterale e sollevare automaticamente le sospensione di 8 cm per dirigere la forza d'urto verso il pianale, in maniera tale da attutire meglio l'urto.
In opzione sono disponibili l'asse posteriore sterzante, un head-up display con realtà aumentata per le indicazioni di navigazione e i fari che proiettano simboli sulla strada per avvertire il conducente di ostacoli, come lavori stradali, pedoni e semafori o segnali di pericolo.